# Eagle, Globe and Anchor

Eagle, Globe and Anchor

Eagle, Globe, and Anchor (eng. Adler, Globus und Anker) ist das offizielle Emblem des United States Marine Corps.
Die derzeitige Gestaltung geht zurück auf die Ornamente der frühen amerikanischen Continental Marines und der britischen Royal Marines. Das aktuelle Emblem wurde 1868 entworfen und 1966 nur beim Adler leicht abgeändert. Vor dieser Zeit gab es zahlreiche verschiedene Zeichen, Mottos und Plaketten, welche als offizielles Emblem dienten.

## Symbolik
Im Eagle, Globe, and Anchor-Symbol krallt sich ein Seeadler mit aufgeschlagenen Flügeln an einem Erdball fest, dem Betrachter ist die westliche Hemisphäre zugewandt. Im Schnabel des Adlers festgemacht ist der Wahlspruch der Marines, Semper fidelis (dt.: Immer treu). Im Hintergrund neigt sich ein „unklarer Stockanker“ (foul anchor). Als „unklar“ (im Sinne von „nicht einsatzfähig“) gilt er deshalb, weil er zweimal von seiner Kette umwickelt ist.
Die Symbolik kann auch so gedeutet werden, dass sie für die drei Einsatzgebiete der Marines, Land, Wasser und Luft steht.